# Otto Dempwolff

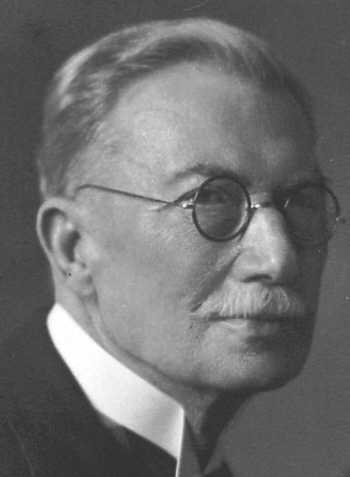
Otto Dempwolff

Otto Heinrich Louis August Dempwolff (* 25. Mai 1871 in Pillau; † 27. November 1938 in Hamburg) war ein deutscher Sprachwissenschaftler und Ethnologe. Als Oberstabsarzt in der kaiserlichen Schutztruppe angestellt, studierte er in Afrika die afrikanischen Sprachen. Unter anderem arbeitete er als einer der ersten an der Rekonstruktion des Uraustronesischen. Von 1920 bis zu seinem Tod lehrte er Afrikanische und Südseesprachen an der Universität Hamburg.

## Lebensweg

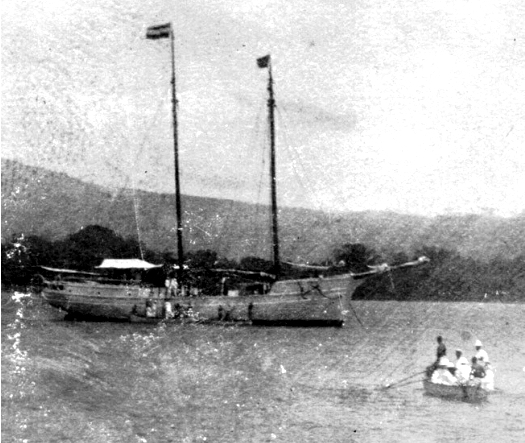
Das Schiff Gazelle, mit dem Dempwolff 1902 die Westlichen Inseln Neuguineas bereiste (Foto: Otto Dempwolff).

Dempwolff machte am Luisen-Gymnasium in Memel sein Abitur. Von 1888 bis 1893 studierte er an den Universitäten in Königsberg, Marburg, Leipzig, Berlin und Tübingen. In dieser Zeit wurde er Mitglied der Turnerschaft Schaumburgia Marburg. Am 12. März 1892 promovierte er an der Berliner Universität. Sein Staatsexamen erreichte er am 26. Januar 1893 in Tübingen, fünf Tage später erhielt er in Stuttgart seine Approbation. Während seiner Militärzeit 1893–94 war er Unterarzt in München, Memel und Tilsit. Anschließend arbeitete er zunächst auf zwei Südamerikareisen als Schiffsarzt. Ab 1895 war er als Arzt im Dienst der Neuguinea-Kompagnie (NGC). Er erreichte Friedrich-Wilhelm-Hafen (FWH), das heutige Madang, am 29. März 1895.
Zunächst arbeitet er im Krankenhaus auf der vorgelagerten Insel Siar, auch mit Auguste Hertzer zusammen, bald darauf wurde er Gesundheitsbeamter in FWH und Gesellschaftsarzt der NGC. 1897 schied er aus dem Dienst aus und kehrte nach Europa zurück. Im folgenden Jahr wurde er wieder als Schiffsarzt tätig.
Während dieser Zeit war er in den ersten zwei Jahren in Deutsch-Südwestafrika, von 1900 bis 1901 wieder in Berlin als Arzt am Reichskolonialamt. Im Jahr 1901 wurde er vorübergehend beurlaubt, um im Auftrag von Robert Koch, der selbst 1899/1900 in Deutsch-Neuguinea gewesen war, dort an der Malaria zu forschen. Während seines Aufenthalts in Neuguinea ab Oktober 1901 bereiste er verschiedene Inseln. Im Februar 1902 erkrankte er selbst in Stephansort leicht an Malaria. Nach seiner Rückreise, die ihn von Juni bis Oktober 1903 über die USA führte, war er anschließend in Berlin am Preußischen Institut für Infektionskrankheiten beschäftigt.
Nach seiner Rückkehr Ende 1903 nach Afrika war Dempwolff im Herero-Krieg als Stabsarzt eingesetzt. 1906 bis 1911 hielt er sich in Deutsch-Ostafrika auf, wo er in Amani teilweise mit Koch zusammenarbeitete, jedoch sich nicht an dessen Forschungen zur Schlafkrankheit beteiligte. Am 27. Januar 1910 wurde er zum Oberstabsarzt befördert.

## Sprachforschungen

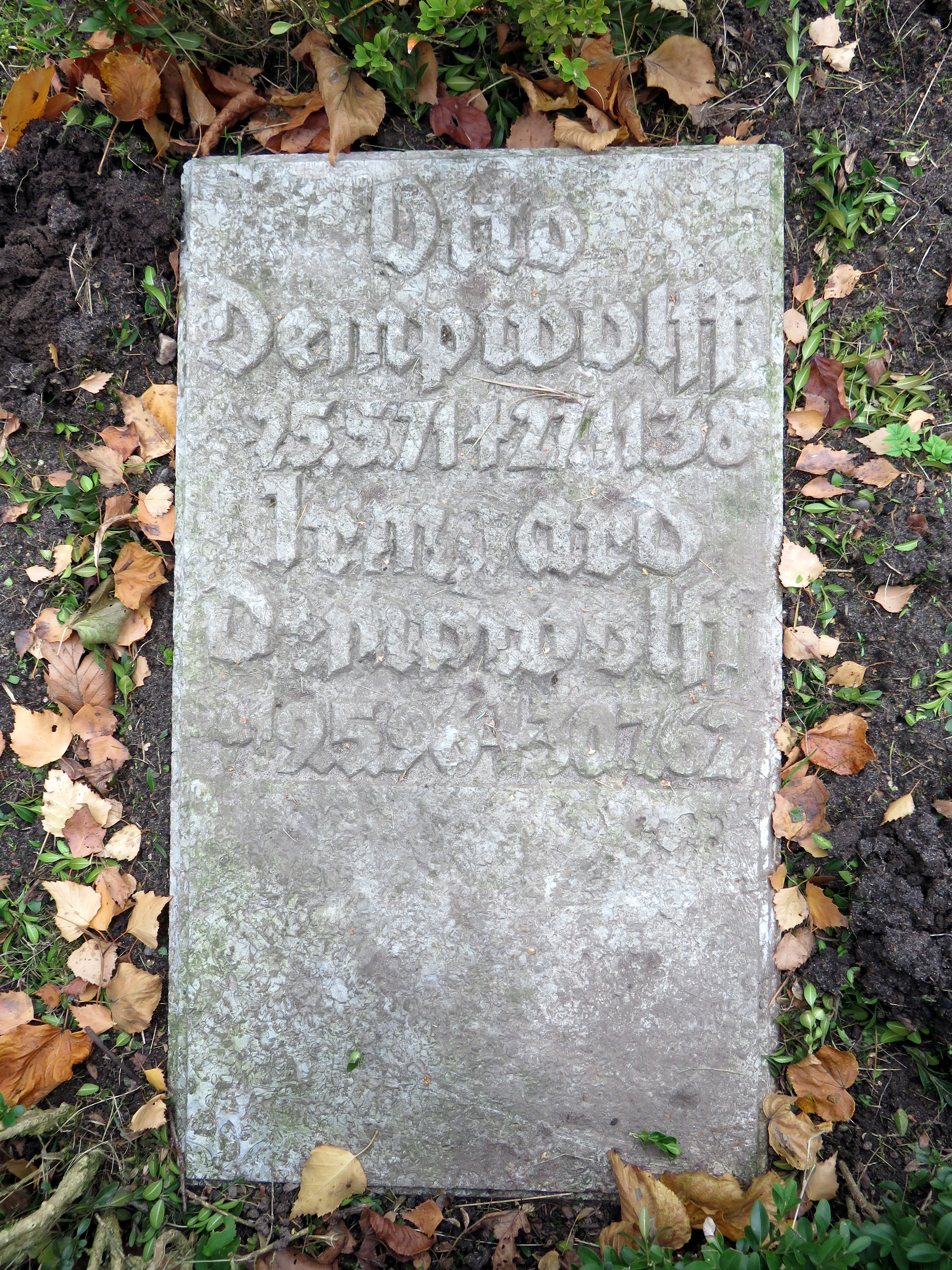
Grabstätte Otto Dempwolff auf dem Friedhof Ohlsdorf

Dempwolffs eigentliche Bedeutung liegt im Studium der wissenschaftlichen Erforschung afrikanischer Sprachen, mit denen er sich in den Jahren seines Aufenthalts dort beschäftigt hatte, und austronesischer Sprachen. Er untersuchte die Sprache der Khoikhoi in Südwestafrika (damals „Hottentotten“ genannt), später die Sprache der Sandawe in Ostafrika (die manchmal zu den Khoisan-Sprachen gezählt wird) und damals so klassifizierte „hamitische Sprachen“. Nach seiner Verabschiedung im Jahr 1911 erhielt er einen Lehrauftrag am Hamburger Kolonialinstitut unter Carl Meinhof, wo er über afrikanische und melanesische Sprachen dozierte. Im Jahr 1914 unternahm er private Sprachstudien in Neuguinea.
Vom Kriegsausbruch im August 1914 überrascht, wurde Dempwolff vom Gouverneur Eduard Haber als Oberster Militärarzt zum Dienst herangezogen. Nach der Kapitulation wurde er, mit anderen deutschen Amtsträgern, auf der „Berrima“ am 4. Oktober 1914 nach Australien ins Holsworthy-Internierungslager bei Liverpool gebracht. Von dort wurde er über San Francisco zurück ins Reich verschifft, wo er am 4. März 1915 in Warnemünde an Land ging. Den Rest des Krieges diente er als Heeresarzt in Saarbrücken. 1915 wurde er, aufgrund seiner Expertise in den Bereichen Medizin sowie afrikanische und indonesische Sprachen, Mitglied der „Königlich Preußischen Phonographischen Kommission“. Ziel der Kommission war es, die etwa 250 Sprachen, die unter den Internierten der deutschen Kriegsgefangenenlager gesprochen wurden, zu erfassen.
Am 5. Juni 1918 bekam er den Titel eines Professors verliehen. Am 10. Mai 1920 folgte seine Habilitation mit einer Schrift über Die Lautentsprechungen der indonesischen Lippenlaute in einigen anderen austronesischen Südseesprachen. Anschließend lehrte er als Privatdozent am Seminar für afrikanische und Südseesprachen der Universität Hamburg. 1931 wurde ein eigenes Seminar für Indonesische und Südseesprachen ausgegliedert, mit dessen Leitung Dempwolff betraut wurde, der seither den Titel eines außerordentlichen Professors trug. Insbesondere arbeitete er als einer der ersten an der Rekonstruktion des Uraustronesischen. Am 1. Juli 1937 beantragte Dempwolff die Aufnahme in die NSDAP.
Otto Dempwolff wurde auf dem Ohlsdorfer Friedhof in Hamburg, Planquadrat W 32 an der Ida-Ehre-Allee südlich der Kapelle 6 beigesetzt.

## Auszeichnungen
- Roter Adlerorden:

1904: 4. Klasse, mit Schwertern am weißen Band und schwarzer Einfassung
1910: 4. Klasse, mit königlicher Krone
- 1915: Eisernes Kreuz II. Klasse
- 25. Mai 1931: Dr. phil. h. c. der Christian-Albrechts-Universität zu Kiel

## Schriften
Zeitgenössische Veröffentlichungen
- Die Sandawe, Linguistisches und ethnographisches Material aus Deutsch Ostafrika, Abhandlungen des Hamburgischen Kolonialinstituts, Band XXXIV/Heft 19, L. Friederichsen, Hamburg 1916, 180 Seiten.
- Die Lautentsprechungen der indonesischen Lippenlaute in einigen anderen austronesischen Sprachen, Habilitationsschrift, ZfES 2. Beiheft, Dietrich Reimer, Berlin 1920, 96 Seiten.
- Vergleichende Lautlehre des Austronesischen Wortschatzes, Band 1 Induktiver Aufbau einer indonesischen Ursprache, ZfES 15. Beiheft, Dietrich Reimer, Berlin 1934, 124 Seiten.
- Vergleichende Lautlehre des Austronesischen Wortschatzes, Band 2 Deduktive Anwendung des Urindonesischen auf austronesische Einzelsprachen, ZfES 17. Beiheft, Dietrich Reimer, Berlin 1937, 194 Seiten.
- Vergleichende Lautlehre des Austronesischen Wortschatzes, Band 3 Austronesisches Wörterverzeichnis, ZfES 19. Beiheft, Dietrich Reimer, Berlin 1938, 192 Seiten.
- Grammatik der Jabêm-Sprache auf Neuguinea, Abhandlungen für Auslandskunde, Band 50, L. Friederichsen, Hamburg 1939, 92 Seiten.
- Einführung in die malaiische Sprache, ZfES 22. Beiheft, Dietrich Reimer, Berlin 1941, 86 Seiten.
- Induktiver Aufbau des Urbantu, Hrsg. und bearb. von L. Gerhardt und J. Roux. Köppe, Köln 1998.
  - Bericht über eine Malaria-Expedition nach Deutsch-Neu-Guinea, Zeitschrift für Hygiene 1904, S. 81–132

Postume Publikationen
- Otto Dempwolff, Michael Duttge (Hrsg.): Tagebücher aus Papua-Neuguinea 1895–1896. Books on Demand, Norderstedt 2018, ISBN 978-3-7481-8234-4.
- Otto Dempwolff, Michael Duttge (Hrsg.): Tagebücher aus Südwestafrika 1898–1900. Books on Demand, Norderstedt 2019, ISBN 978-3-7481-5639-0.
- Otto Dempwolff, Michael Duttge (Hrsg.): Tagebuch von den Westlichen Inseln 1902. Books on Demand, Norderstedt 2019, ISBN 978-3-7504-0573-8.
- Otto Dempwolff, Michael Duttge (Hrsg.): Tagebücher aus Südwestafrika 1904–1905. Books on Demand, Norderstedt 2020, ISBN 978-3-7504-3536-0.
- Otto Dempwolff, Michael Duttge (Hrsg.): Tagebücher aus Deutsch-Ostafrika 1906–1910. Books on Demand, Norderstedt 2020, ISBN 978-3-7519-3346-9.